# Glode du Plat (1770-1841)
 Der er flere personer med dette navn, se Glode du Plat (1809-1864).
Christian Friederich Claude (kaldet Glode) du Plat (11. december 1770 i Aumund i Bremen-Verden – 28. august 1841 i København) var en dansk officer, bror til Heinrich du Plat.
Hans forældre var oberdeichgraf Peter Joseph du Plat og Anna Dorothea født Fein. Knap 16 år gammel indtrådte han som kadet i den hannoveranske artilleriskole, hvor han studerede under Gerhard von Scharnhorst. På generalløjtnant Ernst Christoph Friederich von Dürings opfordring indtrådte han 1789 sammen med sin ældre broder Heinrich i den danske hær og blev straks udnævnt til sekondløjtnant i artilleriet; 3 år senere blev han lærer ved Artillerikadetinstituttet, du Plat tog sig med iver af sin gerning, holdt jævnlig foredrag for de yngre officerer, forfattede "katekismer" til brug ved mandskabets uddannelse og viste sig i det hele i besiddelse af så fremragende pædagogiske evner, at han 1799 udnævntes til forstander for Det danske militære Institut; 1810 blev han tillige kommandør for Landkadetkorpset, som han ledede i 21 år; fra instituttet afgik han 1814, da dette blev nedlagt.
Kronprins Frederik havde tidlig lagt mærke til du Plat, der hurtig havde sluttet sig til sit nye fædreland og med lethed tilegnet sig dets sprog. Han tog ham 1801 til adjudant, fik ham året efter udnævnt til kaptajn, benyttede ham 1805 i Holsten som generalkvartermester-løjtnant og sendte ham 1806 til Tyskland for at indhente efterretninger om krigsbegivenhederne der. Ved Generalstabens oprettelse 1808 blev du Plat major og overkvartermester og ansat hos prinsen af Pontecorvo, da denne med sit franske hjælpekorps gik over sydgrænsen. I begyndelsen af det følgende år sendtes han som spion til Skåne i anledning af den "intenderede" overgang, under hvilken han skulle fungere som stabschef hos prins Frederik af Hessen. Angrebet på Sverige blev opgivet, og du Plat sendtes til Norge for at holde øje med prins Christian August, på hvem kongen ikke mere stolede. 2 år senere blev han igen sat til at udspionere augustenborgerne, idet han sendtes til Rendsborg med det odiøse hverv at opsnappe og undersøge den hertugelige korrespondance. 1809 blev han Ridder af Dannebrog, 1812 oberstløjtnant og fik ansættelse ved kystbevogtningen på Sjælland. Om efteråret kaldtes han tilbage til København og fik ikke tiere nogen kommando ved den aktive hær. 1817 blev han oberst og kammerherre, 1826 Kommandør af Dannebrog; 1831 fratrådte han kommandoen over Landkadetkorpset, blev sat à la suite i armeen og ansat som kommandant i Kastellet, hvilket han var til sin død. Hans afgang vakte opsigt, og ifølge flere omtrent ens beretninger skal årsagen have været at du Plat for at glæde sin gamle konge havde været for effektiv til at skaffe den uægte kongesøn grev Frederik Wilhelm Dannemand en fin afgangseksamen og æressablen. 1838 fik han generalmajors karakter. Han døde 28. august 1841.
Du Plat ægtede 27. februar 1795 i Kastelskirken Christine Schiøtt (1777 – 31. marts 1842), datter af kasserer ved Den almindelige Enkekasse, kammerråd Frederik Schiøtt og Dorothea f. Mandix.
Han er begravet på Garnisons Kirkegård.